# Estátua de D. Sancho I
A estátua intitulada simplesmente de "D. SANCHO I", encontra-se na cidade da Guarda, na Praça Luís de Camões. A estátua foi desenha por António Duarte e fundida pela firma "José de S. Guedes, Lda.". foi inaugurada a 28 de maio de 1956. A estátua foi realizada em bronze (com o pedestal sendo de granito) e tem uma altura total de 270cm.
A 24 de janeiro de 2005, a estátua foi retirada para manutenção, sendo colocada mais junto à Sé, entre esta e o edifício da Cruz Vermelha em agosto do mesmo ano.
A inscrição na base da estátua é a seguinte: "D. SANCHO I / 2º REI DE PORTUGAL / 1185 - 1211 / CONCEDEU FORAL DE CIDADE À GUARDA / EM 27 DE NOVEMBRO DE 1199".